# Полянська сільська рада (Свалявський район)
Поля́нська сільська рада — сільська рада у Свалявському районі Закарпатської області з адміністративним центром у селі Поляна. Утворена в 1954 році Указом Президії Верховної Ради Української РСР «Про укрупнення сільських рад депутатів трудящих по Закарпатській області».

## Географія
На території ради протікає р. Пиня (5 км). Село розташоване у західній частині району. Межує із Солочинською, Плосківською сільськими радами та Воловецьким районом.
Відстань від с. Поляна до районного центру автошляхом 12 км, до обласного центру 82 км.

## Адреса ради
вул. Духновича, 65, с. Поляна, Свалявський р-н, Закарпатська обл., 89335.

## Населені пункти
Сільській раді підпорядковані населені пункти:
- с. Поляна
- с. Уклин
- с. Плоске
- с. Яківське
- с. Павлово
- с. Плоский Потік
- с. Оленьово
- с.Родниковка
- с. Родникова Гута

Чисельність населення —7744 чол., кількість дворогосподарств —
- с. Поляна — 3287 чол. (675 дворів),
- с. Уклин — 413 чол. (117 дворів);.

Площа ради становить 6659,0 га
- с. Поляна — 703,0 га.,
- с. Уклин — 147,14 га,
- за межами пунктів — 5808,7 га.

Структура земельного фонду
- сільськогосподарські угіддя — 728,8 га

з них:
- ріллі — 164,9 га
- несільськогосподарського призначення — 188,7 га
- лісові землі — 5737,1 га

## Склад ради
Рада складається з 20 депутатів та голови.

## Керівний склад сільської ради
| ПІБ                        | Основні відомості                                                         | Дата обрання | Дата звільнення |
| -------------------------- | ------------------------------------------------------------------------- | ------------ | --------------- |
| Дрогобецький Іван Іванович | Сільський голова, 1970 року народження, освіта, член Партії регіонів      | 26.03.2006   | 31.10.2010      |
| Дрогобецький Іван Іванович | Сільський голова, 1970 року народження, освіта вища, член Партії регіонів | 31.10.2010   | 01.07.2013      |

Примітка: таблиця складена за даними джерела

## Населення
За переписом населення України 2001 року в сільській раді мешкали 3632 особи.

### Мова
Розподіл населення за рідною мовою за даними перепису 2001 року:
| Мова       | Відсоток |
| ---------- | -------- |
| українська | 97,44 %  |
| російська  | 1,79 %   |
| угорська   | 0,19 %   |
| німецька   | 0,06 %   |
| білоруська | 0,03 %   |
| молдовська | 0,03 %   |
| румунська  | 0,03 %   |
| інші       | 0,43 %   |